# Cá sơn giả
Cá sơn giả (Danh pháp khoa học: Parambassis apogonoides) là một loài cá trong họ Cá sơn biển. Nó là loài cá nước ngọt bản địa của vùng Đông Nam Á, sinh sống trong các sông suối và hồ ở Lào, Campuchia, Indonesia (Kalimantan, Sumatra), Malaysia (Malaysia bán đảo, Sarawak), Thái Lan và mièn nam Việt Nam.

## Đặc điểm
Cá có chiều dài tối đa 10 xentimét (3,9 in), hai hàm gần bằng nhau, có răng ở gốc lưỡi, có 40-47 vẩy đường bên, có 4-7 hàng vẩy vòng theo cuốn đuôi ở phía trên đường bên, xương nắp mang trước có răng cưa, gai cứng thứ hai của vây hậu môn ngắn hơn chiều dài gốc vây hậu môn. Trên lưng màu xanh xám, hai bên thân và cằm có màu tím hồng. Thức ăn là động vật không xương sống thủy sinh và côn trùng. Là loài ấp trứng trong miệng duy nhất trong họ này.